# 佐世氏
佐世氏（させし）は、宇多源氏佐々木氏一門、出雲源氏佐々木義清七男で佐々木頼清の四男の清信を祖とする一族である。主に山陰地方を中心に活躍した、遠い親戚で戦国大名の尼子氏の重臣として仕えた一族である。佐世城を居城とした。家紋は「花輪違（七宝に花角）」。明治維新後、読み方を「させ」から「さよ」に変更した一族もある。

## 経歴

### 戦国時代以前
佐世氏は元々は佐々木義清を祖とする一族であり、その三男清信が出雲国大原郡佐世に土着してから、佐世氏を名乗ったのが始まりである。また、父の兄弟からは隠岐氏・塩冶氏・富田氏・湯氏・高岡氏と派生しており、出雲においては大勢力として繁栄していった。その佐世氏の祖である清信から7代程たどった当主が、佐世氏において著名な人物である佐世清宗である。

### 佐世氏中興の祖・佐世清宗
天文9年（1540年）には、主君である詮久の吉田郡山城の戦いに参加している。この時には詮久が敗退したため、清宗も出雲へと撤退している。
天文年間後半の頃には尼子氏の下部組織であった出雲州衆（国人衆）から直臣にあたる富田衆に抜擢され、天文23年（1554年）元旦には「杵築大社法楽」の連歌会に参加しており、彼は絵画をはじめ文芸に優れた武将であったとされている。その後も各地を転戦しており、主要な戦いには富田衆として重要な立場にあったものと思われる。
永禄3年（1561年）に晴久が急死し、すぐに嫡男義久が家督を継承した。また、この時期には尼子十旗の一人、高瀬城城主で清宗の娘婿の米原綱寛が毛利方に降伏しており、後に第二次月山富田城の戦いで対峙（）している。他の尼子十旗の城将達も降伏したため、義久は苦境に立たされることとなる。清宗は居城の佐世城を次男の佐世元嘉に預け、自ら兵を率いて嫡男の佐世正勝とともに富田城へと籠城した。
毛利氏の出雲侵攻を4年余り耐えたものの、もはや尼子氏の衰運は確定的なものとなり、また月山富田城内も兵糧攻めにより、混乱の極みとなった。そのため清宗も、亀井・牛尾・湯等の譜代の尼子重臣たちともども降伏した。

### 毛利氏家臣として近世へ
毛利氏に降伏した後、佐世氏は敗残の将にもかかわらず、今まで通りの待遇で毛利氏家臣として重用され、1592年から始まる文禄・慶長の役から1600年の関ヶ原の戦いにも参加して、忠勤に励んでいる。
関ヶ原の戦いの後、毛利氏が長門・周防に減封されると佐世氏もこれに従うが、朝鮮出兵の時の功により、本領地である出雲大原への帰還を許された。江戸時代は萩藩士として続いた。後に萩の乱の首謀者となった前原一誠は、この佐世氏の末裔にあたる。

## 関連人物
- 佐世清宗
- 佐世正勝
- 佐世元嘉
- 前原一誠